# Fuente de Venus
La Fuente de Venus está ubicada en la Avenida de Mayo en la ciudad uruguaya de Piriápolis (Maldonado), casi en la salida a la ruta 93. Se accede al parque donde se encuentra la fuente por la calle Defensa o por el Camino de Los Arrayanes en la base del Cerro del Toro.

## Historia

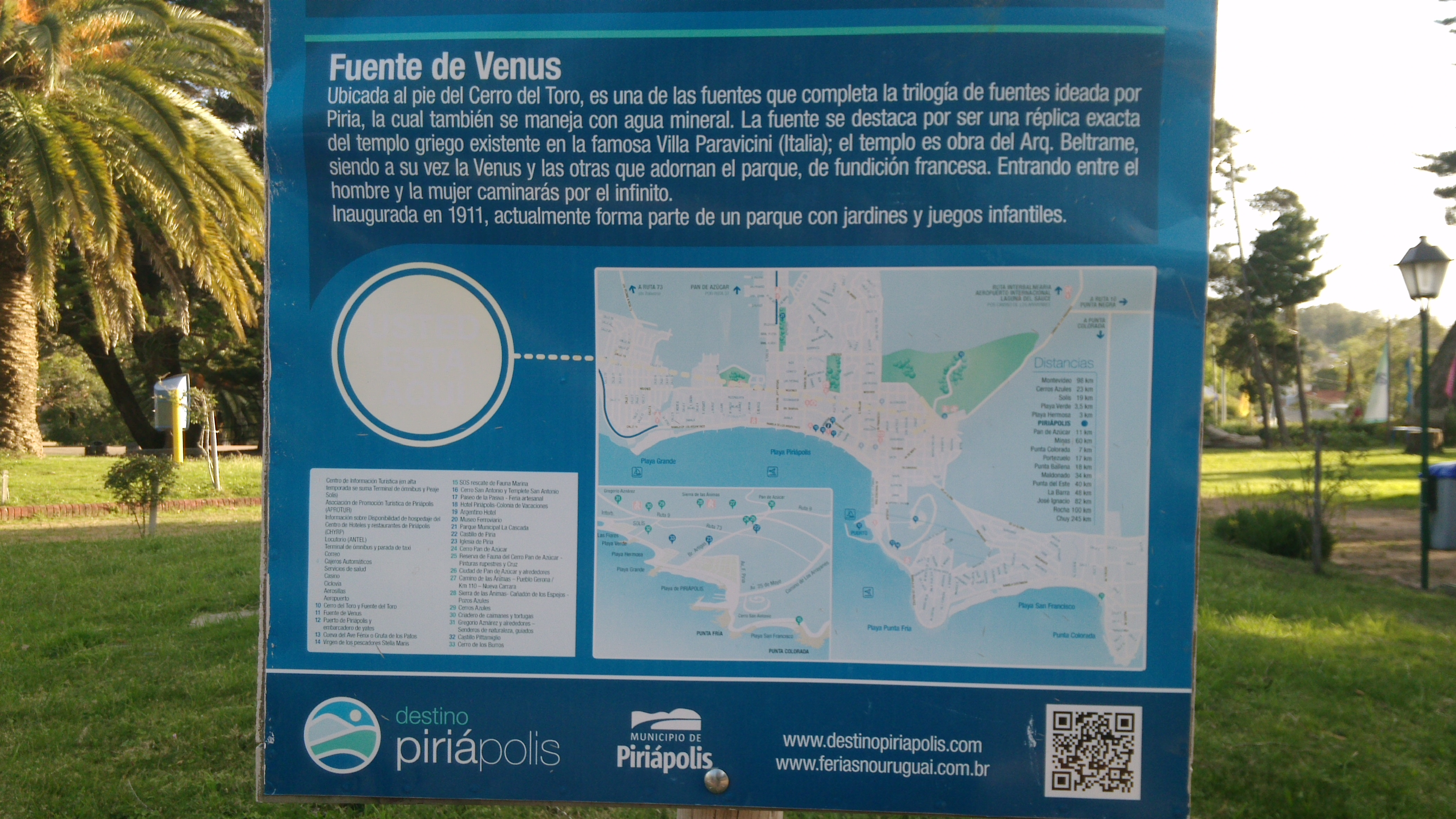
Cartel informativo del Municipio de Piriápolis y de Destino Piriápolis acerca de la Fuente de Venus

Fue construida por Francisco Piria, fundador de la ciudad de Piriápolis, cuyo nombre original fue "Ciudad del Porvenir".
El templo es obra del arquitecto Beltrame. La estatua de Venus fue diseñada por Mathurin Moreau y hecha en la fundición francesa Val D'Osne.
Es una copia idéntica de los templos de Venus en Villa Durazzo Pallavicini, Italia y en Versailles, Francia. Según la tradición, Piria quiso que Piriápolis tuviera una fuente igual a la que había visto en Villa Paravicini. La Fuente de Venus fue inaugurada en febrero de 1911.

## Características

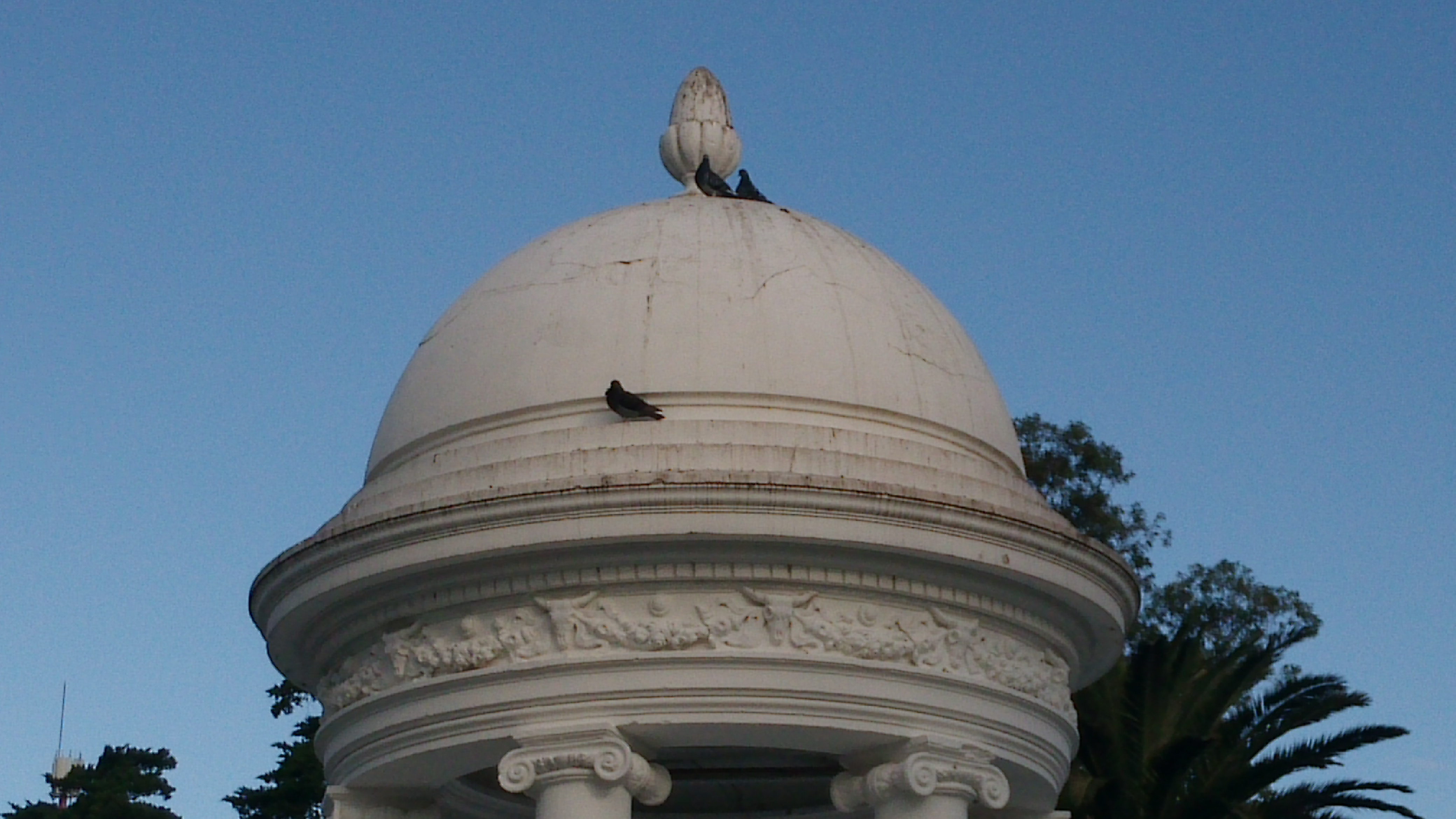
Detalle de la cúpula de la Fuente de Venus con relieves en forma de cráneos de toros.

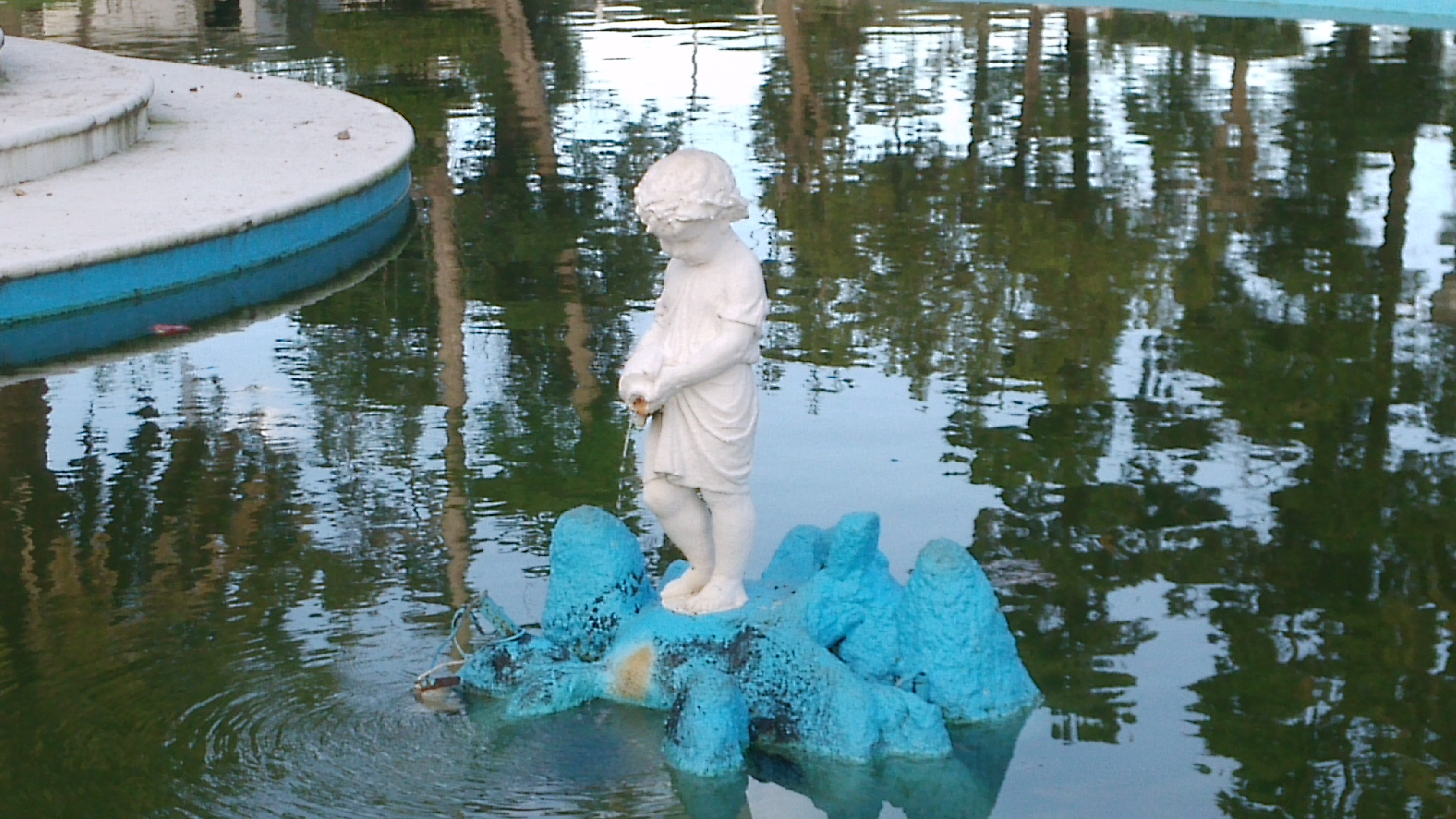
Escultura de un niño en la base de la fuente.

La Fuente de Venus es un templete con columnatas y forma parte de las obras de arquitectura con connotaciones místicas de la ciudad de Piriápolis junto con el Castillo de Piria, la Virgen Stella Maris en el Cerro San Antonio, el Cerro del Toro, la antigua Iglesia de Piria y el Castillo Pitamiglio, entre otros.
Las esculturas que forman la fuente son Venus, que se encuentra ubicada dentro del templo y cuenta con un cántaro que arroja agua cristalina y dos niños en la base de la fuente que también llevan jarros de donde brota el agua.
Está rodeada de un parque arbolado que tiene juegos para niños, bancos, iluminación y, desde 2014, un sector con aparatos para hacer ejercicio.

La Fuente de Venus es integrante de la Trilogía de las Fuentes en Piriápolis  realizada cerca de 1920, junto a la Fuente de Stella Maris, también llamada Gruta de los Patos en el Cerro San Antonio, y la Fuente del Toro, una escultura hecha en París por un discípulo de Rodin.
La Fuente de Venus forma parte de la denominada "ruta mística" en una propuesta turística en torno a la ciudad de Piriápolis creada por parte del geobiólogo Carlos Rodríguez que ha tenido una convocatoria de alrededor de 20 mil personas provenientes de distintos países. Hay quienes consideran que la fuente tiene simbología alquimista.
También existe la creencia de que caminar en círculos alrededor de la fuente hacia la izquierda quita los males, mientras que caminar en círculos alrededor de la fuente hacia la derecha, es beneficioso para los nuevos proyectos.